# Soucoucoutane
Soucoucoutane est une localité et une commune rurale du Niger, du département de Dogondoutchi, région de Dosso.

## Géographie
Soucoucoutane est située sur la route nationale 36 (axe Dogondoutchi-Tébaram) à 74 km au nord du chef-lieu départemental Dogondoutchi.  
|                 | Sanam         |            |
| Kourfeye Centre | Soucoucoutane | Dogonkiria |
| Tondikandia     | Matankari     |            |

## Histoire
La commune rurale de Soucoucoutane instaurée en 2002, est issue de la partie nord-ouest du canton de Dogondoutchi. 

## Population
Lors du recensement général de 2012, la population communale est relevée à 38 700 habitants. La localité compte 4 595 habitants en 2012.

## Localités
La commune s'étend sur 113 localités au centre-ouest du département de Dogondoutchi.

## Services et infrastructures
- Centre de Santé Intégré (CSI) à Soucoucoutane, Doubalma Illéla[4].
- Collège d'enseignement général (CEG) à Soucoucoutane,
- Centre de formation des métiers (CFM) à Soucoucoutane.